# Civiltà Contadina
Civiltà Contadina è un'associazione senza scopi di lucro gestita da volontari e nata nel 1996.
L'associazione cura il portale Civiltacontadina.it e fa parte della Rete Semi Rurali; è stata la prima a fare una "petizione per la libertà di seminare e scambiare sementi" recepita dalla legge nazionale 46/2007 e dalla direttiva comunitaria.
La normativa che recepisce la petizione di Civiltà contadina permette a tutti, contadini e non, la distribuzione di sementi antiche per motivi di conservazione senza alcun rischio di incorrere in infrazioni".
Si applica anche alla creazione di una "Mappa del cibo locale", che agevoli il contatto tra produttori e consumatori per la vendita diretta dei prodotti agricoli, secondo i principi della filiera corta.
Dall'aprile 2016 il presidente è Cristiano Del Toro. L'attività dell'Associazione a tutela della biodiversità ha in più occasioni destato l'attenzione della stampa nazionale.

## Le azioni
Tra le azioni portate avanti dall'associazione per la tutela della biodiversità figurano:
- Custodi di Semi, volta alla salvaguardia lo scambio e la condivisione di semi di varietà locali e tradizionali; è un'azione che si collega all'attività di seed saving internazionale[10]. Fanno parte di questa attività l'Arca dei Semi, database ufficiale associativo dove vengono iscritti tutte le varietà tradizionali italiane conservate dai soci dell'Associazione, e la Lista Rossa, elenco di varietà ancora prive di un agricoltore custode.
- Orti scolastici, ossia la promozione e la creazione di orti presso le scuole per fare lezione all'aperto e unire attività pratiche allo sviluppo della creatività e della condivisione del sapere contadino, anche tramite raccolta e catalogazione di materiale bibliografico;
- Frutta Antica, ossia la conservazione e la riproduzione, nonché la promozione sul territorio delle varietà di frutti antichi e dimenticati: se nel commercio la grande distribuzione tende a proporre sempre meno varietà e a standardizzare l'offerta, questa azione si propone di andare a recuperare le varietà "abbandonate" dal commercio moderno e valorizzarle;
- Pollo Ancona, ossia la conservazione e la tutela delle razze autoctone. L'azione, iniziata nel 2000, deve il suo nome dalla razza di polli Ancona, attualmente allevata dai soci, insieme ad altre varietà autoctone non ibridate;
- La Banca dei semi, per la conservazione, la catalogazione e la riproduzione di semi, anticipa quella che sarà l'azione della futura Rete di Contadini Custodi.